# Fleetwood Mac (альбом, 1975)
| Оценки критиков               | Оценки критиков |
| Источник                      | Оценка          |
| ----------------------------- | --------------- |
| AllMusic                      | [ 1 ]           |
| Blender                       | [ 3 ]           |
| Encyclopedia of Popular Music | [ 4 ]           |
| Entertainment Weekly          | A               |
| Mojo                          | [ 2 ]           |
| Pitchfork                     | 9.0/10          |
| Q                             | [ 7 ]           |
| The Rolling Stone Album Guide | [ 8 ]           |
| Uncut                         | 9/10            |
| The Village Voice             | A−              |

Fleetwood Mac — десятый студийный альбом британо-американской рок-группы Fleetwood Mac, выпущенный 11 июля 1975 года лейблом Reprise Records. Это был второй одноимённый альбом коллектива, первым был — дебютник 1968 года; среди поклонников группы лонгплей часто называют Белым альбомом (англ. White Album). Это был первый альбом Fleetwood Mac с Линдси Бакингем в качестве гитариста и Стиви Никс в роли вокалистки, после того как Боб Уэлч (гитарист, певец и композитор) покинул коллектив в конце 1974 года. Также, Fleetwood Mac стал последним альбом группы, выпущенный на лейбле Reprise — до 1997 года, когда состоялся релиз The Dance (следующие пластинки ансамбля издавала компания Warner Bros. Records, материнская компания Reprise).
4 сентября 1976 года альбом возглавил американский чарт Billboard 200, через 58 недель после релиза. В поддержку пластинки было выпущено три сингла — «Over My Head», «Rhiannon» и «Say You Love Me» — каждый из которых попал в лучшую двадцатку хит-парада, причём последние два остановились в шаге от Top-10 — оба на 11-м месте. Пластинка получила семикратно «платиновую» сертификацию в США, с общим тиражом более семи миллионов копий. Пластинка была менее успешна в Соединённом Королевстве, заняв там лишь 23-е место, однако она стала прелюдией к череде местных бестселлеров — четырём следующим альбомам Fleetwood Mac — Rumours, Tusk, Tango in the Night и Behind the Mask — каждый из которых возглавил национальный хит-парад.

## История
В 1974 году Fleetwood Mac переехали из Англии в Калифорнию, чтобы улучшит управление финансами коллектива. Они записали там альбом Heroes Are Hard to Find и провели концертный тур. Вскоре после завершения гастролей Боб Уэлч (гитарист, певец и композитор) покинул коллектив, чтобы присоединиться к группе Paris. Коллективу вновь пришлось менять состав, в девятый раз за восемь лет. В поисках нового гитариста и студии звукозаписи Мик Флитвуд встретился с продюсером Китом Олсеном чтобы послушать несколько демозаписей. Разговор проходил в Sound City Studios, Олсен продемонстрировал Флитвуду альбом, который недавно продюсировал, под названием Buckingham Nicks. Флитвуду особенно понравилось гитарное соло в песне «Frozen Love», и он решил нанять Олсена и гитариста Линдси Бакингема. Однако Бакингем выдвинул условие, что он готов работать с Флитвудом только вместе со своей девушкой — певицей Стиви Никс, даже несмотря на то, что их отношения близились к завершению. После неофициальной беседы в мексиканском ресторане Флитвуд пригласил Бакингема и Никс присоединиться к его группе. В итоге, обновлённый, десятый состав группы стал самым успешным в её истории. В течение трёх месяцев Fleetwood Mac записали одноимённый альбом.
Во время студийных сессий басист Джон Макви обиделся на напористый характер Бакингема, особенно на его манеру указывать другим участникам группы, что как им нужно играть. Макви сообщил Бакингему, что это неприемлемо, заявив: «Группа, в которой ты играешь — это Fleetwood Mac. А Мак — это я. И я играю на басу».
Многие песни попавшие в альбом были написаны до того, как Бакингем и Никс присоединились к группе. «Rhiannon», «I’m So Afraid» и «Monday Morning» исполнялись дуэтом на концертах и изначально должны были появиться во втором альбоме Buckingham Nicks. «Crystal» фигурировала в первом альбоме Buckingham Nicks, но с другой аранжировкой.
Как и в других студийных альбомах группы, за исключением The Dance (1997), на обложке Fleetwood Mac изображён не полный состав коллектива, в данном случае, на ней фигурируют барабанщик Мик Флитвуд (стоит) и бас-гитарист Джон Макви (стоит на коленях).

## Выпуск и продажи
Альбом был выпущен 11 июля 1975 года . Хотя после релиза лонгплей имел умеренный успех в чартах, музыканты сразу же начали продвигать новый материал. После насыщенного концертного тура ситуация в корне изменилась. По прошествии лет Стиви Никс так комментировала ситуацию журналу Uncut: «Мы просто выступали повсюду и раскрутили эту пластинку. Мы подтолкнули его [в чарты] — хорошенько дав ему под зад». В итоге, через пятнадцать месяцев Fleetwood Mac достиг вершины американского хит-парада.
В 2003 году альбом занял 182-е место в списке журнала Rolling Stone «500 величайших альбомов всех времён», сохранив позицию в пересмотренном списке 2012 года.

### Синглы
Во всех синглах, выпущенных в поддержку Fleetwood Mac, использовались миксы, отличные от использованных в альбоме (а иногда и другие дубли, как в случае с «Over My Head»). Новый микс был также создан для песни «Blue Letter», долгое время он фигурировал только в качестве би-сайда сингла «Warm Ways» (1975), пока он не был включён в переиздание альбома 2004 года, в виде бонус-трека (вместе с инструментальной композицией «Jam #2»; и синглами «Say You Love Me», «Rhiannon (Will You Ever Win)» и «Over My Head»).
В США для раскрутки альбома было выпущено три сингла — «Over My Head», «Rhiannon» и «Say You Love Me» — каждый из которых попал в лучшую двадцатку национального чарта, причём последние два остановились в шаге от Top-10 — оба
на 11-м месте. Концертная версия композиции «Landslide», фигурировавшая в реюнион-альбоме «The Dance», в 1998 году была выпущена в виде сингла и заняла 51-е место в чарте Billboard Hot 100.
В Великобритании ведущим синглом был выбран «Warm Ways», который вообще не выпускался в США. Первоначально альбом вызвал невысокий интерес у местной публики и первые три сингла не попали в британский сингловый чарт, а четвёртый — «Say You Love Me» достиг 40-й позиции. Однако после огромного успеха Rumours, два года спустя, интерес к группе возрос с новой силой. В 1978 год Fleetwood Mac был переиздан и один из его синглов, «Rhiannon», вернулся в чарты — добравшись до 46-го места.
2 августа 1975 года альбом дебютировал на 183-м месте чарта Billboard 200, достигнув его вершины 4 сентября 1976 года — через 58 недель. 11 сентября 2018 года альбом получил семикратно «платиновый» сертификацию от Ассоциацией звукозаписывающей индустрии Америки (RIAA) с общим тиражом более семи миллионов экземпляров.
6 ноября 1976 альбом дебютировал в британском UK Albums Chart на 49-м месте. Во вторую неделю он поднялся до 23-й позиции. 5 июля 1978 года альбом получил «золотую» сертификацию от Британской фонографической индустрии (BPI) — превысив порог продаж в 100 000 копий.

## Список композиций
| №  | Название         | Автор(ы)                   | Ведущий вокал | Длительность |
| -- | ---------------- | -------------------------- | ------------- | ------------ |
| 1. | «Monday Morning» | Линдси Бакингем            | Бакингем      | 2:48         |
| 2. | «Warm Ways»      | Кристин Макви              | К. Макви      | 3:54         |
| 3. | «Blue Letter»    | Майкл Кёртис Ричард Кёртис | Бакингем      | 2:41         |
| 4. | «Rhiannon»       | Стиви Никс                 | Никс          | 4:11         |
| 5. | «Over My Head»   | К. Макви                   | К. Макви      | 3:38         |
| 6. | «Crystal»        | Никс                       | Бакингем      | 5:14         |

| №   | Название          | Автор(ы)           | Ведущий вокал      | Длительность |
| --- | ----------------- | ------------------ | ------------------ | ------------ |
| 7.  | «Say You Love Me» | К. Макви           | К. Макви           | 4:11         |
| 8.  | «Landslide»       | Никс               | Никс               | 3:19         |
| 9.  | «World Turning»   | К. Макви, Бакингем | К. Макви, Бакингем | 4:25         |
| 10. | «Sugar Daddy»     | К. Макви           | К. Макви           | 4:10         |
| 11. | «I’m So Afraid»   | Бакингем           | Бакингем           | 4:22         |

## Участники записи
| Fleetwood Mac - Линдси Бакингем — электрогитара, акустическая и резонирующая гитары, банджо, вокал - Стиви Никс — вокал - Кристин Макви — клавишные, синтезаторы, вокал - Джон Макви — бас-гитара - Мик Флитвуд — ударные, перкуссия | Технический персонал - Уодди Уохтел — ритм-гитара в «Sugar Daddy» Продюсирование - Продюсеры: Fleetwood Mac и Кит Олсен - Звукорежиссёр: Кит Олсен - Помощник звукорежиссёра: Дэвид Девор - Фотографии: Герберт У. Уортингтон III |  |

## Чарты
| Чарт (1976—1977)                 | Высшая позиция |
| -------------------------------- | -------------- |
| Австралия (Kent Music Report)    | 3              |
| Канада (RPM Top Albums/CDs)      | 2              |
| Новая Зеландия (RMNZ)            | 4              |
| Норвегия (VG-lista)              | 3              |
| Великобритания (UK Albums Chart) | 23             |
| Billboard 200                    | 1              |

| Чарт (2018)                   | Высшая позиция |
| ----------------------------- | -------------- |
| Германия (Offizielle Top 100) | 47             |

| Хит-парад (1976)                      | Позиция |
| ------------------------------------- | ------- |
| Australian Albums (Kent Music Report) | 14      |
| Канада (RPM Year-End)                 | 16      |
| США (Billboard Top Popular Albums)    | 2       |

| Хит-парад (1977)                   | Позиция |
| ---------------------------------- | ------- |
| Австралия (Kent Music Report)      | 12      |
| США (Billboard Top Popular Albums) | 10      |

## Сертификация
| Регион | Сертификация  | Продажи   |
| --- | ------------- | --------- |
| Австралия (ARIA) | 4× Платиновый | 280 000^  |
| Канада (Music Canada) | Платиновый    | 100 000^  |
| Великобритания (BPI) | Золотой       | 100 000^  |
| США (RIAA) | 7× Платиновый | 7 000 000 |
| ^ Данные о тиражах приведены только на основе сертификации. · Данные о продажах + прослушиваниях приведены только на основе сертификации. |               |           |